# Cathie Turner
Cathie Turner (* 4. Oktober 1962 in Rochester, New York) ist eine frühere US-amerikanische Shorttrack-Läuferin.
Cathie Turner betrieb Eisschnelllauf seit ihrer Jugend. Recht früh beendete sie jedoch zunächst ihre Karriere und kehrte erst nach neun Jahren in den Profisport zurück. 1992 nahm sie an ihren ersten Olympischen Spielen teil. Die Spezialistin für kürzere Strecken gewann in Albertville bei den ersten regulären Shorttrack-Wettkämpfen die Goldmedaille über 500 Meter sowie die Silbermedaille mit der Staffel. Nach den Spielen trat sie zurück und kehrte erst sieben Monate vor den Olympischen Spielen 1994 in Lillehammer auf das Eis zurück. Bei den Spielen gewann sie erneut die Goldmedaille auf der 500-Meter-Strecke und Bronze mit der Staffel. Danach trat sie erneut zurück, um erneut vor den nächsten Olympischen Spielen 1998 in Nagano ins US-Team zurückzukehren, ohne dieses Mal eine Medaille gewinnen zu können.
An der Northern Michigan University hat Turner einen Abschluss in Informatik. 1992 trat sie als Teil der Ice Capades auf deren „Made in America“-Tour auf und vermarktete so ihre Goldmedaille. Zudem spielte sie eine Hauptrolle im Film „High Stakes“ und schrieb ein Kapitel des Buches „Awaken the Olympian Within“. Für den Fernsehsender ESPN arbeitete Turner zeitweise als Kommentator.